# 小行星7306
小行星7306（英語：7306 Panizon）是一颗围绕太阳公转的小行星。1994年3月6日，Stroncone在斯特龙科内发现了此天体。
这颗小行星的绝对星等为287.65404等。